# کشت خون
کشت خون (یه انگلیسی: Blood culture)  یک آزمون آزمایشگاهی است که برای تشخیص وجود باکتری یا قارچ در خون فرد مورد استفاده قرار می‌گیرد. در شرایط عادی، خون استریل است و حاوی میکروارگانیسم‌ها نیست؛ وجود آنها می‌تواند نشان دهنده عفونت جریان خون توسظ باکتری‌ها یا قارچ‌ها باشد که در موارد شدید ممکن است منجر به سپتیسمی شود. با کشت خون، میکروب‌ها را می‌توان شناسایی کرد و از نظر مقاومت در برابر داروهای ضدمیکروبی آزمایش کرد، که به پزشکان اجازه می‌دهد درمان مؤثری را ارائه دهند.